# Lourdes de Vincenzi
Maria de Lourdes Castro Silva de Vincenzi (Rio de Janeiro, 30 de outubro de 1912 - Boston, 1º de outubro de 1993) foi uma diplomata brasileira, tendo sido a terceira mulher a ser promovida ao cargo de embaixadora. 

## Biografia

### Infância
Filha de Othília Machado de Castro e Silva de Vincenzi e Jacomo Antônio de Vincenzi. 

### Carreira Diplomática
Foi aprovada em 7º lugar no concurso de provas e títulos de 1935 para ingresso no Itamaraty, tendo sido nomeada em 6 de outubro de 1938.
Em 1945, foi removida para o Consulado-Geral em Buenos Aires, onde desempenhou as funções de vice-cônsul e cônsul-adjunta. 
Entre 1949 e 1952, esteve lotada no Consulado-Geral em Nova York. 
Em abril de 1952, regressou ao Brasil, tendo sido lotada na Divisão de Atos, Congressos
e Conferências Internacionais. Assumiu, ainda, as atribuições de secretária da VIII Assembleia da Conferência Interamericana de Mulheres, que teve lugar entre de 23 de julho a 8 de agosto de 1952, no Rio de Janeiro.
Entre setembro de 1954 e novembro de 1955, trabalhou como secretária da Comissão Nacional de Fiscalização de Entorpecentes.
Entre fevereiro de 1956 e agosto de 1962, foi cônsul-adjunta no Consulado-Geral em Londres.  
Em seu regresso ao Brasil, foi lotada na Divisão das Nações Unidas (DNU), inicialmente como assistente, e, a partir de fevereiro de 1963, como chefe interina da divisão. Em outubro de 1963, foi a primeira mulher a ser designada chefe da DNU, cargo de grande prestígio no Itamaraty.
Em setembro de 1965, assumiu a função de secretária-geral adjunta para Organismos Internacionais.  
Em março de 1966, foi designada chefe da Comissão de Planejamento Político do Itamaraty.  
Em junho de 1966, foi removida para Paris, tendo assumido a função de ministra‑conselheira
da Missão do Brasil junto à Unesco, cargo que ocupou até 1970. 
Em maio de 1972, foi promovida a ministra de Primeira Classe. Foi a terceira mulher a ser promovida ao mais alto grau da carreira diplomática brasileira. 
Em 1972, foi designada embaixadora do Brasil em São José da Costa Rica. 
Em outubro de 1977, aposentou-se compulsoriamente por idade, uma vez que havia completado 65 anos.

### Promoções
- Cônsul de segunda classe (1945)
- Conselheira (1961)
- Ministra de Segunda Classe (1964)
- Ministra de Primeira Classe (1972)[2]

### Participação em discussões internacionais sobre direitos da mulher
Entre 1976 e 1978, foi delegada titular junto à da Conferência Interamericana de Mulheres, tendo sido mantida na função mesmo após a sua aposentadoria.
Em junho de 1977, foi a delegada brasileira à Conferência Latino-Americana sobre a Integração da Mulher no Processo de Desenvolvimento Econômico e Social, patrocinada pela Comissão Econômica para a América Latina e o Caribe (Cepal) em Havana, Cuba.
Em julho de 1980, chefiou a delegação brasileira à II Conferência da Década das Nações Unidas para a Mulher, em Copenhague. 
Em outubro de 1981, foi representante brasileira no Seminário Interamericano sobre a Participação da Mulher na Cooperação para o Desenvolvimento. 
Em março de 1985, foi delegada titular do Brasil na III Sessão da Comissão Sobre a Situação da Mulher como órgão preparatório da Conferência Mundial de Nairóbi, em Viena.

### Postos no Exterior
- Consulado do Brasil em Buenos Aires, Vice-Cônsul e Cônsul Adjunta (1945-1949)
- Consulado do Brasil em Nova York, Cônsul Adjunta (1949-1952)
- Consulado-Geral em Londres, Cônsul Adjunta (1956-1962)
- Missão do Brasil junto à UNESCO, Paris, Ministra-Conselheira (1966-1970)
- Embaixada do Brasil em São José da Costa Rica, Embaixadora (1972-1977)

### Falecimento
Faleceu em 1993, aos 80 anos de idade, na cidade de Boston (Estados Unidos), no dia 1º de outubro.